# Sovetskij rajon (Mari El)
Il Sovetskij rajon (in russo Советский район?) è un rajon della repubblica dei Mari, nella Russia europea; il capoluogo è Sovetskij. Istituito nel 1921, il rajon ricopre una superficie di 1 392,45 chilometri quadrati ed ospitava nel 2023 una popolazione di 26 377 abitanti.